# Helga Guitton
Helga Guitton (* 18. Dezember 1942 in Königsberg/Ostpreußen als Helga Schwender) ist eine deutsche Hörfunk- und Fernsehmoderatorin, die hauptsächlich im Großherzogtum Luxemburg tätig war.

## Leben und Laufbahn
Nach der Übersiedlung ihrer Familie aus Ostpreußen in den Westen Deutschlands wuchs Helga Guitton in Bad Kreuznach auf, wo sie u. a. das Lina-Hilger-Gymnasium besuchte. Nach einer Fremdsprachenausbildung, Tanz- und Schauspielunterricht und einem Engagement an den Städtischen Bühnen Heidelberg sowie Fernsehansagen im Regionalprogramm des Südfunks Stuttgart gehörte sie vom 9. November 1964 bis zum 28. Februar 1994 (bis Anfang der 1980er Jahre als Helga) zum Sprecherteam der Fröhlichen Wellen von Radio Luxemburg und zählte neben Frank Elstner und Jochen Pützenbacher zu den Stars des Senders. 
In den 1960er und 70er Jahren waren einige von Helga Guittons populärsten Sendungen zunächst Nachteulchen und Schutzengel vom Dienst im abendlichen UKW-Programm, das Herrenmagazin und das Wunschkonzert vor bzw. nach Franks Hitparade am Sonntagnachmittag, der Hörerbriefkasten in der Luxemburger Funkkantine und einmal wöchentlich im Nachmittagsprogramm Tag Schatz, Tag Spatz, eine einstündige amüsante Plauderei mit Jochen, der so überzeugend ihren Ehemann spielte, dass viele Hörer glaubten, Helga und Jochen seien tatsächlich verheiratet. Später moderierte Helga Guitton Viva – die Lust zu leben montags bis freitags nachmittags mit Quizfragen und aktuellen Interviews. Eine ihrer Lieblingssendungen war in den 1980er Jahren die Reihe Liebe ist ..., in der sie täglich eine Stunde eine oder einen Prominenten zum Titelthema der Sendung befragte. Sie verließ den Luxemburger Sender infolge einschneidender Umstrukturierungen des Programms und bekannte, dass sie danach keine Entfaltungsmöglichkeiten mehr gehabt hätte und überwiegend auf standardisierte Zeit- und Musikansagen beschränkt gewesen wäre.
Im Fernsehen trat sie in der Anfangsphase des Programms RTLplus als Ansagerin in Erscheinung, nachdem sie zuvor bereits beim NDR die Aktuelle Schaubude (1977/78) und beim ZDF den Liedercircus (mehrmals ab 1979) moderiert hatte. 1973 präsentierte sie auf Französisch und Englisch (und mit einem kurzen Gruß auf Deutsch und Luxemburgisch) den Grand Prix Eurovision de la Chanson, der in diesem Jahr in Luxemburg ausgetragen wurde.
Helga Guitton lebte im Großherzogtum Luxemburg und wurde zusammen mit ihren RTL-Kollegen Jochen Pützenbacher und Haidy Jacobi (Adelaide Harbich, Tochter der Schauspielerin Flory Jacobi) im Jahr 1986 mit dem Ordre de mérite des Großherzogtums ausgezeichnet. Sie war mit dem französischen Publizisten René Guitton verheiratet, der in den 1960er Jahren im französischen TV- und Radioprogramm von RTL als Sprecher tätig war; ihr gemeinsamer Sohn, Joschi Hans-Jörg Guitton, arbeitete im Verlagswesen in Paris und organisiert seit 2007 einmal jährlich ein Literaturfestival auf der Île de Ré, das mehrmals auch eine Dépendance in Marrakesch eröffnete. Heute lebt Helga Guitton in Heidelberg.